# Ottone in villa
Ottone in Villa (RV 729) é uma ópera-séria em três atos do compositor veneziano Antonio Vivaldi (1678-1741),  apresentada pela primeira vez no Teatro delle Grazie, de Vicenza, em 17  de maio de 1713, com libreto de Domenico Lalli (1679-1741), pseudônimo de Sebastiano Biancardi. Esse libreto, por sua vez, baseara-se em libreto precedente, Messalina, de Francesco Maria Piccioli, que seria  também musicado e reapresentado por Carlo Pallavicino (1640-1688),  em Veneza, no ano de 1680.
Ottone foi a primeira ópera de Vivaldi e sua estreia se deu no Teatro Garzero de Vicenza. Apesar disso, o autor demonstra amplo domínio da técnica e da forma da ópera séria de seu tempo. A obra foi encomendada por Antonio Francesco Farsetti, governador da cidade que, à época, estava sob o domínio de Veneza. Participaram da estreia em 17 de maio 1713 os cantores Maria Giusti (Cleonilla), a famosa contralto Diana Vico (Ottone), Bartolomeo Bartoli (Caio Sílio), Gaetano Mozi (Décio) e Margaret Faccioli (Tullia).
Vivaldi produziu Ottone aos 35 anos de idade e já àquela época era um compositor célebre de música instrumental, em boa medida graças à publicação da sua  coletânea   L'estro armonico, e contava com uma longa carreira de violinista nas casas de ópera de Veneza. Adicionalmente, ele havia sido nomeado recentemente violinista na Pietà. Tudo isso contribuiu para sua estreia no novo gênero, a ópera. Apesar disso, sabiamente, Vivaldi decidiu realizar sua primeira performance teatral em Vicenza, longe do círculo musical de Veneza. Assim, um eventual fracasso teria menos repercussão sobre sua carreira como compositor de ópera.

## Sinopse
O enredo é uma mistura de drama heroico (de onde provém o conteúdo épico) e pastoral. Mas, contrariamente aos usos da época, o libreto não celebra o triunfo da virtude sobre a corrupção e a intriga, tendo sido, por isso, considerado,  a princípio,  "amoral" e "anti-heróico".
O Imperador de Roma, Ottone (trata-se de Oto, que sucedeu Galba em 69 d.C.,  "o ano dos quatro imperadores") é casado com Cleonilla que, no entanto, volúvel por natureza, tem um caso secreto com Caio Sílio. Ottone, ingênuo, não sabe de nada. No início da ópera, essa relação está em crise porque Cleonilla está apaixonada por Ostílio e está cansada de Caio. Ostílio é, na verdade uma mulher, Tullia, que estava disfarçada porque ama Caio que deixou tempos antes por causa de Cleonilla. Tullia tem planos de matar Cleonilla por ciúme, mas primeiro tenta dissuadi-la a deixar Caio. Este vê as duas mulheres juntas acredita que se trata de um encontro romântico. Então, Caio avisa Ottone que lhe dá ordem de matar Ostilio. Antes de que a ordem seja cumprida, Ostilio revela ser Tullia. Cleonilla afirma ter sempre soube disso e se reconcilia com Ottone, salvando sua reputação. O imperador acredita em Cleonilla e a Tullia se casa com Caio. Tullia está feliz, Ottone se acalma e o caso de Caio Sílio com Cleonilla não é descoberto. Décio, que em vão tentou prevenir Ottone das diversas intrigas, repreende Cleonilla e Caio. Décio é o único personagem sério neste drama que prevê que o vício e não a virtude triunfará.